# Surfboat
 (avril 2019).
Si vous disposez d'ouvrages ou d'articles de référence ou si vous connaissez des sites web de qualité traitant du thème abordé ici, merci de compléter l'article en donnant les références utiles à sa vérifiabilité et en les liant à la section « Notes et références ».

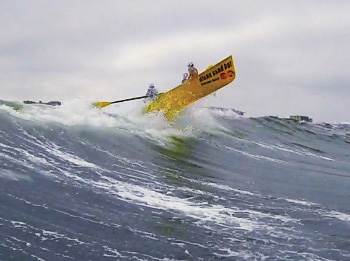
L'équipe d'Hossegor Surfboat franchissant "La nord" en juillet 2013

Un surfboat est une embarcation de quatre rameurs et un barreur, pesant environ 300 kg, qui était à l'origine destinée au sauvetage côtier. Conçu en Australie pour le franchissement des vagues au départ de la plage, il est devenu discipline sportive comptant de nombreux adeptes en Australie et en Nouvelle-Zélande.

## Histoire

### En Australie
La première course de Surfboat a eu lieu durant le “Manly Surf Club Carnival” en Australie, en Janvier 1908 avec des bateaux empruntés dans le port voisin. L'équipage gagnant fut celui de Little Coogee (Clovelly). 

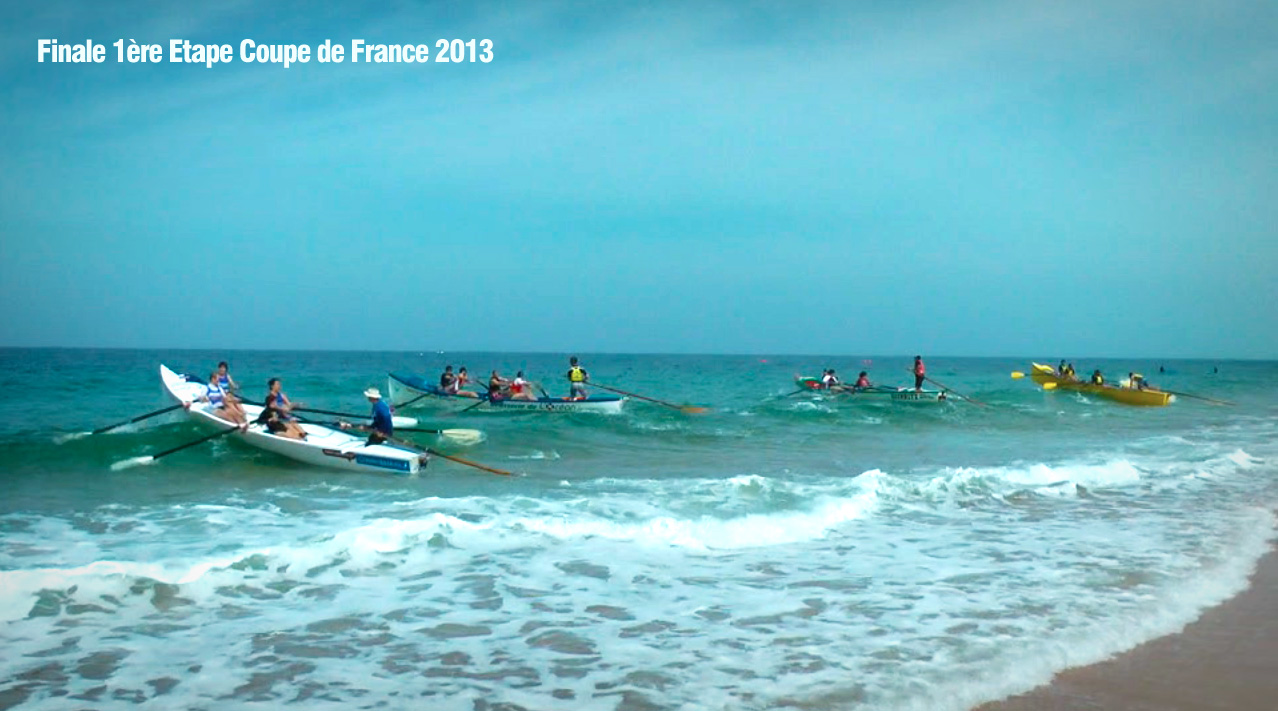
Surfboat French Cup 2013.

La première compétition de Surfboat, avec des bateaux spécialement conçus, a eu lieu durant le Festival de Surf de Freshwater (Australie) en 1915 avec six Surfboats.

### En Europe
Le premier surfboat, nommé « Cabbage Patch II »  arrive en Europe en 1965. Il est présenté par le club de Palm Beach à l'Atlantic College, au sud du Pays de Galles (Royaume-Uni). Durant les années suivantes, le SLSC basé en Cornouailles, la partie du Royaume-Uni la plus propice au surf, importe de manière épisodique plusieurs autres surfboats. Jusqu'à la fin de années 1990 les courses sont organisées de manière irrégulière. C'est en 1999 qu'est créée la United Kingdom Surf Rowers League (UKSRL) par Tony Davies du club de Portreath SLSC et Peter Gaisford, président du Surf Life Saving Association de Grande Bretagne (SLSAGB), de 1995 à 2000, également barreur du club de Perranporth SLSC.
La première Coupe de France a lieu à Hossegor en Septembre 2001. Les équipes en lice sont Bayonne, Bordeaux et Hossegor.
La première coupe d'Europe de Surfboat a lieu du 1er au 4 novembre 2007 à Hossegor. Équipes engagées : Portugal (Associação Portuguesa Surfboat), France (Biarritz, Hossegor, Bègles, Hennebont, Mimizan, Tours), Espagne (Donostia Arraun Lagunak), Grande-Bretagne (Perranporth, Porthtowan, Bude Surfboat club).
Les pays européens et régions pratiquant le surfboat  sont : Allemagne, Belgique, France, Grande Bretagne, Pays Bas, Italie, Pays de Galles, Portugal, Espagne. 
Le surfboat se pratique également en Turquie, au Sri lanka, en Afrique du Sud, au Japon et surtout en Australie et Nouvelle Zelande.

## Compétition
Les différentes équipes de 4 rameurs et un barreur qui s'élancent de la plage en même temps, doivent passer les vagues, contourner une bouée placée à 400 m du rivage et revenir à la plage en tentant de surfer les vagues pour doubler les autres concurrents. Arrivé au rivage le rameur de tête (le no 4) saute de l'embarcation et court sur la plage pour être le premier à toucher le drapeau de plage.

### Résultats
Championnats du Monde 2012, à Adélaïde, Australie :
Masters Femme
| Place | Équipe                                    |
| ----- | ----------------------------------------- |
| 1er   | St Kilda, Australie                       |
| 2e    | Bègles Surfboat, France                   |
| 3e    | Terrigal Surf Life Saving Club, Australie |

| Place | Equipe     | Pays            |
| ----- | ---------- | --------------- |
| 1     | Hossegor   | France          |
| 2     | Porthtowan | Royaume Uni     |
| 3     | Red Beach  | Nouvelle Zeland |
| 4     | Avalon     | Australie       |
| 5     | Torquay    | Australie       |
| 6     | Portreath  | Royaume Uni     |

## Surfboat en France
Cette discipline s'implante en France depuis plusieurs années au sein de la Fédération Française de Sauvetage et de Secourisme (FFSS). Philippe Doïmo du club de Bègles est à l'origine du Surfboat en France (2001). La coupe de France est la compétition phare de cette discipline. Elle a eu lieu en 2013 à Dinard le 22 septembre, durant le championnat de France de sauvetage côtier.